# Carlos Cuesta (allenatore)
Carlos Cuesta García (Palma di Maiorca, 29 luglio 1995) è un allenatore di calcio spagnolo, tecnico del Parma.

## Biografia
Nato a Palma di Maiorca, ha iniziato la sua carriera da calciatore nella squadra spagnola del Santa Catalina Atlético, giocando da centrocampista. Tuttavia, a soli 18 anni, decide di ritirarsi per dedicarsi ad un nuovo percorso, studiando per diventare allenatore.
Si trasferisce a Madrid per studiare all'università scienze motorie.

## Caratteristiche Tecniche
Utilizza il 4-3-3, ha dichiarato però che, adattandolo alle varie situazioni di gioco, può trasformarsi in un 4-2-3-1 o anche in 4-3-2-1. Propone un calcio offensivo e dinamico basato soprattutto su una grande attenzione al possesso palla, in modo da creare superiorità numerica, e su un intenso pressing offensivo per cercare di riaggredire l'avversario e riconquistare la sfera. Punti cardine del suo gioco sono gli esterni, che tendono ad allargarsi per favorire l'inserimento dei centrocampisti, che si scambiano spesso la posizione per infastidire la difesa avversaria risultando dinamici e mobili. Considera Mikel Arteta come suo maestro, dato il lungo sodalizio con l'ex centrocampista sulla panchina dell'Arsenal, ma ha dichiarato di ispirarsi anche a Josè Mourinho in quanto preferisce non ricorrere agli schemi.

## Carriera

### Allenatore

#### Settori giovanili e vice di Arteta
Durante gli studi, a 19 anni, si propone come volontario nel settore giovanile dell'Atlético Madrid. Inizia allenando l'under 14, dove dimostrando ottime capacità e qualità, gli viene successivamente affidata la completa gestione di tutto il settore giovanile.
Nel 2018 entra a fare parte delle giovanili della Juventus, come vice allenatore di Francesco Pedone nella squadra under 17.
Il 28 agosto 2020 diventa il vice allenatore di Mikel Arteta all'Arsenal.

#### Parma
Il 19 giugno 2025 viene ufficializzato come nuovo allenatore del Parma.

## Statistiche

### Statistiche da allenatore
Statistiche aggiornate al 18 giugno 2025.
| Stagione        | Squadra         | Campionato      | Campionato | Campionato | Campionato | Campionato | Coppe nazionali | Coppe nazionali | Coppe nazionali | Coppe nazionali | Coppe nazionali | Coppe continentali | Coppe continentali | Coppe continentali | Coppe continentali | Coppe continentali | Altre coppe | Altre coppe | Altre coppe | Altre coppe | Altre coppe | Totale | Totale | Totale | Totale | % Vittorie | Piazzamento |
| Stagione        | Squadra         | Comp            | G          | V          | N          | P          | Comp            | G               | V               | N               | P               | Comp               | G                  | V                  | N                  | P                  | Comp        | G           | V           | N           | P           | G      | V      | N      | P      | %          | Piazzamento |
| --------------- | --------------- | --------------- | ---------- | ---------- | ---------- | ---------- | --------------- | --------------- | --------------- | --------------- | --------------- | ------------------ | ------------------ | ------------------ | ------------------ | ------------------ | ----------- | ----------- | ----------- | ----------- | ----------- | ------ | ------ | ------ | ------ | ---------- | ----------- |
| 2025-2026       | Parma           | A               | 0          | 0          | 0          | 0          | CI              | 1               | 1               | 0               | 0               | -                  | -                  | -                  | -                  | -                  | -           | -           | -           | -           | -           | 1      | 1      | 0      | 0      | 100,00&    | in corso    |
| Totale carriera | Totale carriera | Totale carriera | 0          | 0          | 0          | 0          |                 | 1               | 1               | 0               | 0               |                    | -                  | -                  | -                  | -                  |             | -           | -           | -           | -           | 1      | 1      | 0      | 0      | 100,00     |             |